# Артур Де Ґреф (тенісист)
Артур Де Ґреф (нар. 27 березня 1992) — колишній бельгійський тенісист.
Найвищу одиночну позицію світового рейтингу — 113 місце досяг 19 червня 2017, парну — 597 місце — 4 березня 2013 року.
Завершив кар'єру 2021 року.

## Фінали челленджерів і ф'ючерсів

### Одиночний розряд: 25 (12–13)
| Легенда (одиночний розряд) |
| -------------------------- |
| Тур ATP Челленджер (2–5)   |
| Тур ITF Ф'ючерс (10–8)     |

| Титули за покриттям |
| ------------------- |
| Тверде (0–2)        |
| Ґрунт (12–10)       |
| Трава (0–0)         |
| Килим (0–1)         |

| Результат | В-П   | Дата     | Турнір                      | Рівень     | Покриття | Суперник                     | Рахунок            |
| --------- | ----- | -------- | --------------------------- | ---------- | -------- | ---------------------------- | ------------------ |
| Поразка   | 0–1   | Жов 2009 | Греція F2, Парос            | Ф'ючерс    | Килим    | Клаудіо Грассі               | 5–7, 4–6           |
| Поразка   | 0–2   | Кві 2011 | Велика Британія F5, Борнмут | Ф'ючерс    | Ґрунт    | Енріко Бурці                 | 6–7(2–7), 5–7      |
| Поразка   | 0–3   | Лип 2012 | Бельгія F1, Де Ган          | Ф'ючерс    | Ґрунт    | Нільс Десайн                 | 2–6, 6–4, 3–6      |
| Перемога  | 1–3   | Лип 2012 | Вірменія F1, Єреван         | Ф'ючерс    | Ґрунт    | Ніколоз Басілашвілі          | 6–0, 6–1           |
| Перемога  | 2–3   | Сер 2012 | Латвія F1, Юрмала           | Ф'ючерс    | Ґрунт    | Андіс Юшка                   | 6–3, 1–0 ret.      |
| Поразка   | 2–4   | Лис 2012 | Туреччина F45, Анталія      | Ф'ючерс    | Тверде   | Алдін Шеткич                 | 2–6, 0–1 ret.      |
| Поразка   | 2–5   | Січ 2013 | США F3, Вестон              | Ф'ючерс    | Ґрунт    | Бйорн Фратанджело            | 4–6, 6–3, 0–6      |
| Перемога  | 3–5   | Лют 2013 | США F4, Палм-Кост           | Ф'ючерс    | Ґрунт    | Бйорн Фратанджело            | 6–2, 6–3           |
| Поразка   | 3–6   | Бер 2014 | Італія F5, Пула             | Ф'ючерс    | Ґрунт    | Адам Павласек                | 3–6, 3–6           |
| Перемога  | 4–6   | Кві 2014 | Колумбія F1, Перейра        | Ф'ючерс    | Ґрунт    | Фабіано де Паула             | 6–2, 6–3           |
| Поразка   | 4–7   | Кві 2014 | Колумбія F2, Перейра        | Ф'ючерс    | Ґрунт    | Ніколас Баррієнтос           | 6–4, 3–6, 2–6      |
| Перемога  | 5–7   | Тра 2014 | Іспанія F9, Valldoreix      | Ф'ючерс    | Ґрунт    | Хуан-Самуель Араусо-Мартінес | 7–6(7–2), 6–3      |
| Перемога  | 6–7   | Лип 2014 | Іспанія F18, Гандія         | Ф'ючерс    | Ґрунт    | Рамкумар Раманатхан          | 6–4, 4–6, 6–3      |
| Поразка   | 6–8   | Лют 2015 | Туніс F5, Порт-ель-Кантауї  | Ф'ючерс    | Тверде   | Матіас Бург                  | 6–2, 4–6, 6–7(6–8) |
| Перемога  | 7–8   | Вер 2015 | Іспанія F30, Севілья        | Ф'ючерс    | Ґрунт    | Рафаел Камілу                | 7–6(7–4), 7–6(7–5) |
| Перемога  | 8–8   | Жов 2015 | Італія F29, Пула            | Ф'ючерс    | Ґрунт    | Антоніо Массара              | 6–4, 6–4           |
| Перемога  | 9–8   | Жов 2015 | Португалія F13, Порту       | Ф'ючерс    | Ґрунт    | Жоао Домінгес                | 6–4, 6–0           |
| Поразка   | 9–9   | Січ 2016 | Буенос-Айрес, Аргентина     | Челленджер | Ґрунт    | Факундо Баньїс               | 3–6, 2–6           |
| Перемога  | 10–9  | Бер 2016 | Туніс F10, Хаммамет         | Ф'ючерс    | Ґрунт    | Педро Соуза                  | 1–6, 6–1, 6–2      |
| Поразка   | 10–10 | Кві 2016 | Неаполь, Італія             | Челленджер | Ґрунт    | Йозеф Ковалік                | 3–6, 2–6           |
| Перемога  | 11–10 | Сер 2016 | Ліберець, Чехія             | Челленджер | Ґрунт    | Стів Дарсі                   | 7–6(7–4), 6–3      |
| Поразка   | 11–11 | Лис 2016 | Гуаякіль, Еквадор           | Челленджер | Ґрунт    | Ніколас Кікер                | 3–6, 2–6           |
| Перемога  | 12–11 | Тра 2018 | Острава, Чехія              | Челленджер | Ґрунт    | Нино Сердарушич              | 4–6, 6–4, 6–2      |
| Поразка   | 12–12 | Чер 2018 | Poprad-Tatry, Словаччина    | Челленджер | Ґрунт    | Йозеф Ковалік                | 4–6, 0–6           |
| Поразка   | 12–13 | Тра 2019 | Гайльбронн, Німеччина       | Челленджер | Ґрунт    | Філіп Країнович              | 3–6, 1–6           |

### Парний розряд: 4 (3–1)
| Легенда (парний розряд)  |
| ------------------------ |
| Тур ATP Челленджер (0–0) |
| Тур ITF Ф'ючерс (3–1)    |

| Титули за покриттям |
| ------------------- |
| Тверде (1–0)        |
| Ґрунт (2–0)         |
| Трава (0–0)         |
| Килим (0–0)         |

| Результат | В-П | Дата     | Турнір                       | Рівень  | Покриття   | Партнер           | Суперники                        | Рахунок               |
| --------- | --- | -------- | ---------------------------- | ------- | ---------- | ----------------- | -------------------------------- | --------------------- |
| Поразка   | 0–1 | Бер 2012 | Велика Британія F5, Бат      | Ф'ючерс | Тверде (i) | Яннік Ретер       | Льюїс Бартон Едвард Коррі        | 3–6, 4–6              |
| Перемога  | 1–1 | Кві 2012 | Велика Британія F6, Борнмут  | Ф'ючерс | Ґрунт      | Джером Інзерільйо | Кілан Оуклі Меттью Шорт          | 3–6, 6–1, [10–8]      |
| Перемога  | 2–1 | Тра 2012 | Велика Британія F7, Единбург | Ф'ючерс | Ґрунт      | Джером Інзерільйо | Гліб Сахаров Олександр Сидоренко | 7–6(7–5), 3–6, [10–8] |
| Перемога  | 3–1 | Лис 2012 | Туреччина F44, Анталія       | Ф'ючерс | Тверде     | Жульєн Каньїна    | Міхаель Лінцер Марк Зібер        | 6–1, 6–7(3–7), [10–5] |